# Хмелевка (Зуевский район)
Хмелевка — село в Зуевском районе Кировской области, входит в состав Кордяжского сельского поселения. 

## География
Село расположено в месте впадения речки Хмелевка в Малую Кордягу в 12 км на юго-запад от центра поселения посёлка Кордяга и в 20 км на запад от райцентра Зуевки. 

## История
Первая деревянная Церковь Вознесенская в селе построена до 1643 года при царе Михаиле Федоровиче. В 1767 году была выдана храмозданная грамота на построение "вновь каменной церкви во имя Вознесения Господня с приделом в честь Священномученика Власия". Холодный храм освящен 1 июля 1779 года, а придел был освящен несколькими годами ранее — в 1776 году. В 1847 теплая церковь была перестроена, и получила два придела, правый в честь Святого Власия (освящен 09.10.1848 года), левый — во имя Святых Бессребренников Космы и Дамиана (освящен 25.09.1847 года). В списках населённых мест Вятской губернии по сведениям 1859—1873 годов в селе числилось 8 дворов. В конце XIX — начале XX века населённый пункт входил в состав Сезеневской волости Слободского уезда. По переписи 1926 года в селе Хмелевка числилось 12 хозяйств. С 1929 года село — в составе Овсянниковского сельсовета Зуевского района. 
Церковь была закрыта в 1930-е годы. В 1970-х полностью разобрана, за исключением колокольни.
По данным 1978 года село Хмелевка являлось центром Хмелевского сельсовета, центральная усадьба колхоза им. XXIV съезда КПСС. С 2006 года село — в составе Кордяжского сельского поселения.

## Население
| 1710 | 1763 | 1873 | 1905 | 1926 | 1950 | 1989 |
| ---- | ---- | ---- | ---- | ---- | ---- | ---- |
| 47   | ↘44  | ↘28  | ↘25  | ↗45  | ↗241 | ↗324 |
| 2002 | 2010 |      |      |      |      |      |
| ↘249 | ↘171 |      |      |      |      |      |

## Достопримечательности
В селе сохранилась колокольня церкви Вознесения Господня (1776).